# Stressor
Stressor — российская музыкальная группа из города Тулы, играющая в стиле neo-rockabilly, что означает модернизированное rockabilly или же умеренное psychobilly. Группа образовалась в 1993 году.
В афишах выступлений группы, её стиль обозначен как old-school psychobilly, чего не отрицают и сами музыканты.
Известность к группе пришла после трансляции песни «Сгорю я весь» на тульской радиостанции В. О.Т.радио 104.4Fm в 1997 году.
Песня моментально стала хитом в городе!
В 1998 группа поднялась верхнюю строчку хит-парада по версии газеты «Молодой коммунар»
На концерты Архивная копия от 17 марта 2012 на Wayback Machine Stressor в те годы в Туле приходило до 500 человек.
В ноябре 1999 года Stressor выступили на конкурсе акции «Да!» в c/к «Олимпийский».
После некоторого перерыва группа записывает русскоязычную пластинку «Russia’n’Roll» (2007) которая выходит в Швейцарии на TCY Rec.
Далее Stressor записывает два самых популярных альбома — «Burn Out» (2007) (недоступная ссылка) и «Red Hot Rocket» (2009) которые издаются в Германии, а также даёт массу концертов не только в Туле, но и на многочисленных сайкобилли и рокабилли фестивалях в Москве, Санкт-Петербурге и за рубежом. Некоторое упоминание о группе в журнале FUZZ.
В мае 2009 Stressor выступали на крупнейшем рокабилли фестивале YOU ONLY LIVE ONCE festival под Парижем, с такими известными группами как Batmobile (ND) , Space cadets (UK), King Kurt(UK), Coffin Nails (UK) и другие. А также выступают на фестивалях в Германии, Испании, Бельгии, Голландии и других стран Европы.
Состав группы на сегодняшний день:
- Андрей «Рублёв» Качаунов — вокал
- Андрей Клепиков — гитара
- Руслан Юсупов — контрабас
- Максим Кирюшкин — ударные

Группа активно продолжает выступать с концертами и готовит новый альбом.

## Дискография
- «Russia’n’Roll» (2007)
- «Burn Out» (2007)
- «Red Hot Rocket» (2009)
- «Trip to Mad City» (2012)
- «No More Panic» (2014)
- "Optical Illusion" (2019) - сингл
- "Cannibal Fish" (2019) - сингл